# دوغ ألين (لاعب كرة قدم أمريكية)
دوغ ألين (بالإنجليزية: Doug Allen)‏ هو لاعب كرة قدم أمريكية أمريكي، ولد في 13 نوفمبر 1951 في تامبا في الولايات المتحدة.

## وصلات خارجية
- دوغ ألين على موقع مرجع كرة القدم المحترفة.كوم (الإنجليزية)
- دوغ ألين على موقع JustSportsStats.com (الإنجليزية)